# Haus Venedig

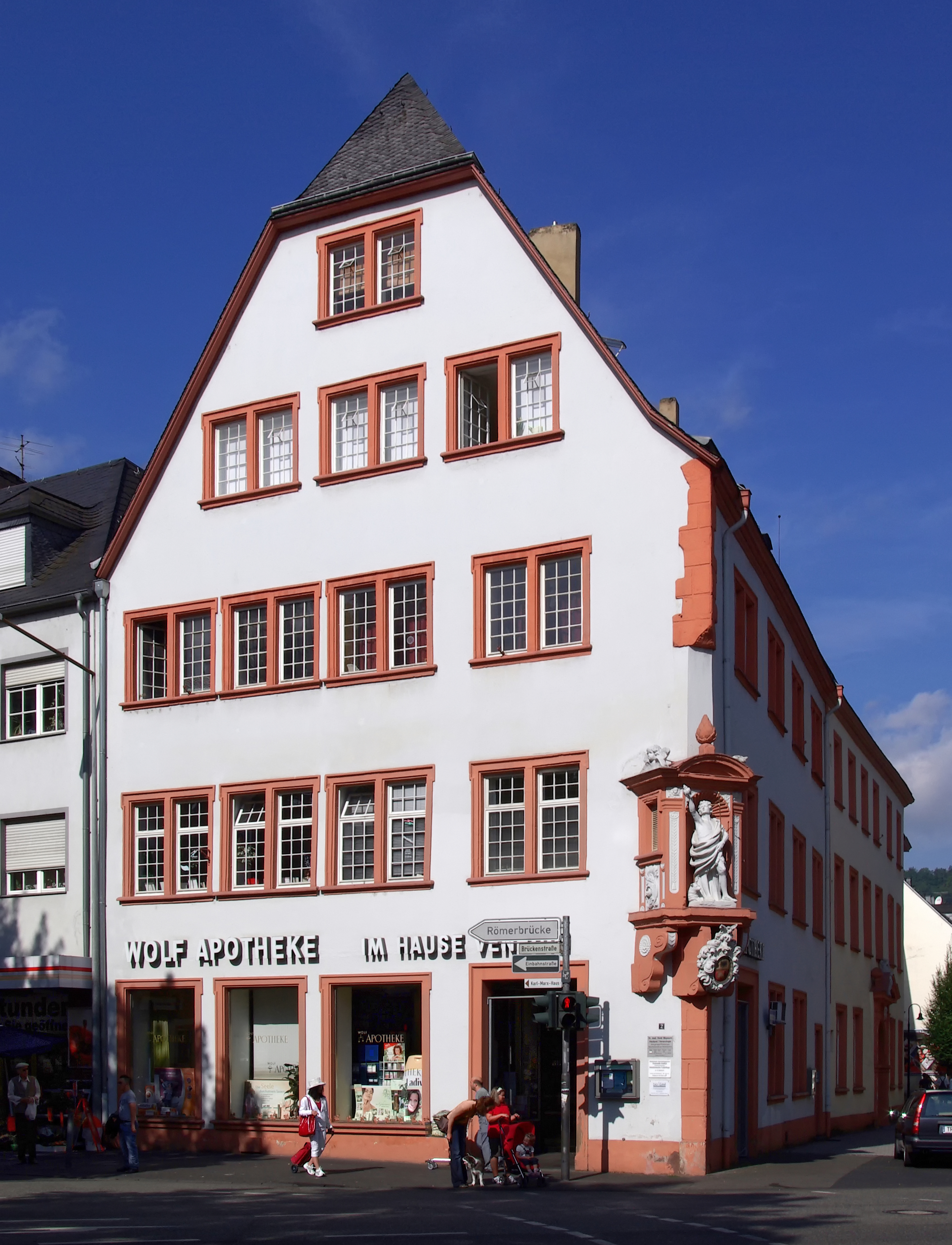
Ansicht aus Richtung Fleischstraße

Das Haus Venedig ist ein denkmalgeschütztes Gebäude an der Ecke Brückenstraße/Johannisstraße in Trier im Stadtteil Trier-Mitte/Gartenfeld. Im Haus residierte im 17. Jahrhundert die aus Italien stammende Kaufmannsfamilie Carové. Das Gebäude ist Teil der Denkmalzone Krahnenstraße/Johannisstraße.

## Geschichte
Das Haus Venedig wurde 1656 bis 1658 von Ambrosius Carové aus der Kaufmannsfamilie Carové, die aus Lenno am Comer See stammte und vor allem Zitronen verkaufte, errichtet. Das einst separate Hinterhaus entstand 1683 und 1684 unter Leitung von Thomas Carové. Die beiden Häuser wurden 1777 miteinander verbunden. Ab 1781 trug es den Hausnamen „Zu Venedig“ und war auch als der „Carovéische Hauskeller zu Venedig“ bekannt. 
1796 übernahm der Krämer Johann Jakob Fischer das Anwesen und richtete dort die Gaststätte „Zur Stadt Venedig“ ein. 1835 wurde das Hinterhaus um ein weiteres Stockwerk erweitert; seitdem sind beide Gebäudeteile gleich hoch. 1842 und 1863 übernachtete Karl Marx im Hotel.
Im 19. Jahrhundert wurde der Hotelbetrieb teilweise erweitert, wobei 1874 vom Malermeister Joseph Weis auch der Hotelbau in der Johannistraße 1b erbaut wurde. Weis hatte bereits 1865 neue Fenster im ursprünglichen Bau eingefügt und das Gebäude neu verputzt.
Das Gebäude wurde 1907 saniert und 1913 von der Stadt übernommen. Nach schwerer Beschädigung im Zweiten Weltkrieg wurde das Vorderhaus 1954 wieder originalgetreu aufgebaut. Heute befindet sich im Gebäude eine Apotheke, für die ein arkardenartiger Durchgang geschaffen wurde.

## Ausstattung und Architektur

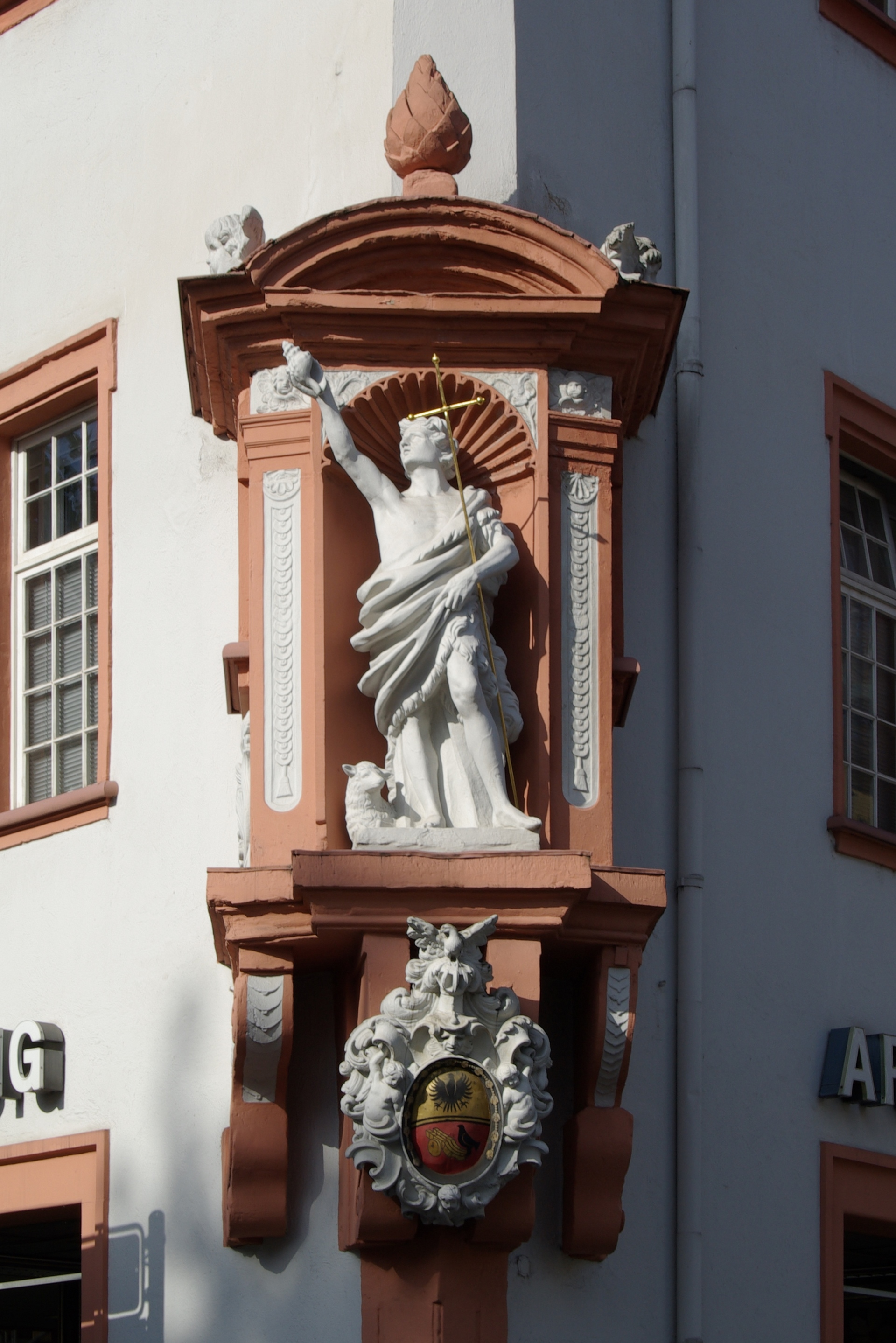
Figur Johannes der Täufers

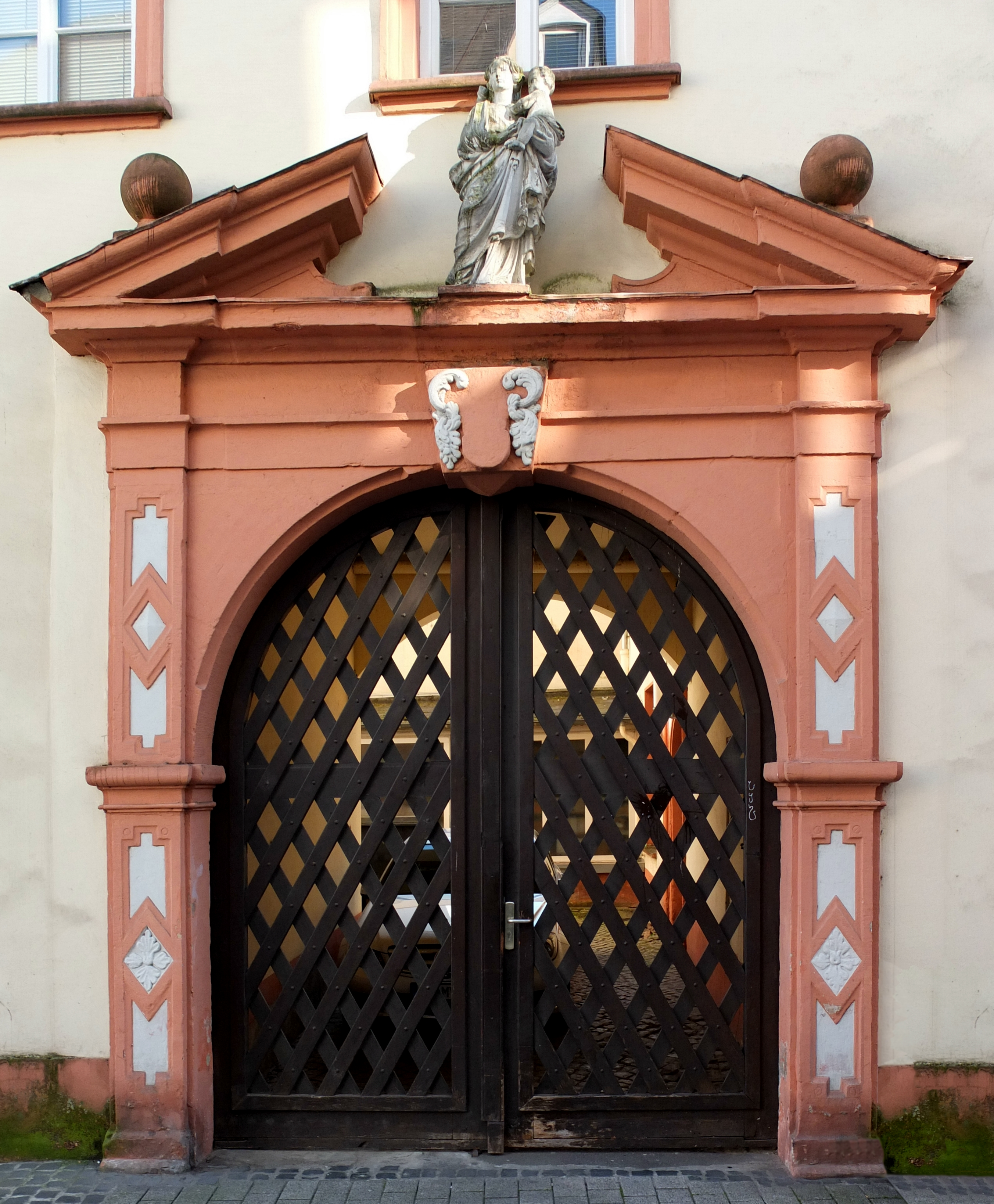
Portal mit Madonna

Das Haus Venedig ist ein beeindruckendes Beispiel für die Architektur des späten Mittelalters und der frühen Neuzeit. Das Vorderhaus ist ein imposanter Giebelbau mit einem Krüppelwalmdach und einer geohrten Sandsteingliederung. Das Haus dient als eines der letzten noch vorhandenen Beispiele für ein Trierer Bürgerhaus im Übergang von zwischen Renaissance und Barock.
An der Ecke des Gebäudes befindet sich ein kastenförmiger Erker mit seitlichen Fenstern. Am Erker befindet sich auch eine Nischenfigur des heiligen Johannes des Täufers. Bei der Figur, die namensgebend für die Johannisstraße ist, handelt es sich nicht um das Original, denn dieses befindet sich im Trierer Rheinischen Landesmuseum. Die Erkerstützen sind mit kräftigen Volutenkonsolen, also dekorativen Elemente in Muschelform, verziert. Eine Wappenkartusche, also das persönliche Wappen eines Adligen oder einer Adelsfamilie in Form eines rechteckigen Rahmens oder Schildes, mit den Insignien der Familie (TC für Thomas Carové) schmückt den Erker. 
Der Keller des Hauses stammt vermutlich aus dem 12. oder frühen 13. Jahrhundert und zeigt eine beeindruckende Pfeilerhalle mit kreuzgratgewölbten Jochen. Trotz seines stark verbauten Zustandes hat der Keller eine hohe städtebauliche Bedeutung, da er die historische Bauflucht an der Einmündung zweier mittelalterlicher Straßenzüge dokumentiert.
Das Nebengebäude des Hauses Venedig besitzt eine rundbogige Toreinfahrt mit einem gesprengten Dreiecksgiebel, in dem eine Madonna mit Kind dargestellt ist. Das Hinterhaus hebt sich durch einen Versprung und größeren Abstand der beiden Westachsen in der Front ab. Im Inneren des Gebäudes sind große Teile der alten Ausstattung noch erhalten geblieben, darunter ein tonnengewölbter Einraumkeller, ein tonnengewölbter Längsflur und ein beeindruckender Saal mit einer Stuckdecke aus dem späten 17. Jahrhundert.
Die Stuckdecke zeigt Darstellungen von heiligen und biblischen Szenen, verziert mit Akanthuslaub und Allegorien der Jahreszeiten, vermischt mit der Darstellung der Künste und biblischer Szenen miteinander verflechtet. Diese Verflechtung ist zeittypisch für das 18. Jahrhundert. Obwohl die Decke renovierungsbedürftig ist, stellt sie das qualitätvollste Beispiel barocken Deckenstucks in einem Trierer Profanbau dar. Die Decke überdeckt einen 6 m langen und 10,7 m breiten Saal.
Der 1874 erstellte Hotelanbau Johannisstraße 1b hat nach Kriegsbeschädigung seine ursprünglich portallose, spätklassizistische Fassade bewahrt. Die von einachsigen, knapp vorgezogenen Seitenrisaliten gefestigte, repräsentative dreigeschossige Front zeichnet sich durch die Reihung sehr auffälliger Fenster aus.